# Paul Falk
Paul Falk (Dortmund, 21 december 1921 – Queidersbach, 20 mei 2017) was een Duits kunstschaatser. Tot 1951 kon Valk net als andere Duitse kunstschaatsers niet deelnemen aan internationale wedstrijden vanwege de Tweede Wereldoorlog. Falk werd samen met zijn vrouw Ria Baran zowel in 1951 als in 1952 Europees- en wereldkampioen paarrijden. Baran en Falk behaalden hun grootste succes door in Oslo olympisch goud te veroveren. Baran en Falk waren het eerste koppel wat gezamenlijk dubbele sprongen uitvoerden.

## Belangrijke resultaten
| Kampioenschap | 1951 | 1952 |
| ------------- | ---- | ---- |
| OS paren      |      | Goud |
| WK paren      | Goud | Goud |
| EK paren      | Goud | Goud |